# Barqueiros (Mesão Frio)
Barqueiros ist ein Ort und eine Gemeinde im Norden Portugals. Er liegt am Rio Douro und gehört zum Weinbaugebiet Alto Douro, der ersten geschützten Weinbauregion der Welt, seit 2001 UNESCO-Welterbe.

## Geschichte
Der Ort erhielt erste Stadtrechte am 13. September 1123 durch Königin D. Teresa, noch vor der Unabhängigkeit des Königreichs Portugal (1139). Die Stadtrechte wurden in den Jahren 1223, 1441 und 1513 bestätigt und erneuert.
Im Zuge der Verwaltungsreformen nach dem Miguelistenkrieg wurde der Kreis Barqueiros im Jahr 1836 aufgelöst und ist seither eine Gemeinde des Kreises Mesão Frio.

## Verwaltung
Barqueiros ist Sitz einer gleichnamigen Gemeinde (Freguesia) im Kreis (Concelho) von Mesão Frio im Distrikt Vila Real. In ihr leben 537 Einwohner auf einer Fläche von 5 km² (Stand 19. April 2021).
Folgende Ortschaften liegen in der Gemeinde:
| - Bairrinho - Bernardo - Cabouco - Freixieiro - Lama do Monte - Outeiro - Palestra - Porto Rei | - Quinta da Vista Alegre - Quintãs - Ribeiro - Souto Ruivo - Vale das Casas - Vale Moreira - Vale Pentieiro - Vila |

## Verkehr
Barqueiros liegt an der Eisenbahnstrecke Linha do Douro. Der kleine Bahnhof steht unter Denkmalschutz, dient heute jedoch nur als Haltepunkt.
Die Gemeinde Barqueiros ist über die nachrangige Nationalstraße N 108 angebunden. Der nächste Autobahnanschluss ist die Anschlussstelle Nr. 11 der A24 im etwa 15 km entfernten Peso da Régua.

## Persönlichkeiten
Der portugiesische Schriftsteller Domingos Monteiro (1903–1980) wurde in Barqueiros geboren.